# Равноного раче
Равноногите рачета (Gammarus fossarum) са вид висши ракообразни от семейство Gammaridae.
Срещат се в сладководни водоеми в голяма част от Европа, включително и в България.